# 恰克·帕拉尼克
查尔斯·迈克尔·“恰克”·帕拉尼克（Charles Michael "Chuck" Palahniuk，/ˈpɔːlənɪk/，1962年2月21日—）是一位美国越界小说家和自由记者。以1996年發表的小說《搏击俱乐部》最为闻名，这部小说获得了各种奖项，并在後來被美国导演大卫·芬奇拍成電影。他住在美國俄勒冈州的波特兰，还曾在华盛顿州的西雅图生活过。

## 获奖纪录
帕拉尼克获得了以下奖项：
- 1997年太平洋西北书商公会图书奖 (《搏击俱乐部》)
- 1997年俄勒冈州图书奖：最佳小说 (《搏击俱乐部》)[1]
- 2003年太平洋西北书商公会图书奖 ( 《摇篮曲》 )[2]

## 作品

### 小说
- 《搏击俱乐部》 (1996)
- 《幸存者》 (1999)
- 《隐形怪物》 (1999)
- 《窒息》 (2001)
- 《摇篮曲》 (2002)
- 《孤岛日记》(2003)
- 《恶搞研习营》 (2005)
- 《撞车俱乐部》 (2007)
- Snuff (2008)
- Pygmy (2009)
- Tell-All (2010)
- 《地狱派对》 (2011)
- 《重返人间》 (2013)
- 《搏击俱乐部2》 (2015) （与Cameron Stewart（英语：Cameron Stewart）合作的图像小说）

### 短篇小说
- 《肠子》 － 《花花公子》 (2004)
- "Fetch" － Dark Delicacies III (2009)
- "Loser" － Stories (2010)
- "Romance" － 《花花公子》 (2011)

### 非小说
- Fugitives and Refugees: A Walk in Portland, Oregon (2003)
- 《比虚构更离奇 : 真实的故事》 (2004)
- You Do Not Talk About Fight Club: I Am Jack's Completely Unauthorized Essay Collection (2008)

### 电影
- 《搏击俱乐部》 (1999)
- 《窒色》 (2008)